# Аромънул (1906)
Вижте пояснителната страница за други значения на Аромънул.
„Аромънул“ (на румънски: Aromânul, в превод Арумънецът) е седмичен вестник, издаван в Турну Мъгуреле от февруари до юли 1906 година.
Вестникът сам се определя като „националистически“. Издаван е от редакционен комитет. Поради крайните си уклони е забранен от местните власти.